# 立命館大学体育会男子バスケットボール部
立命館大学体育会男子バスケットボール部（りつめいかんだいがくたいいくかいだんし―ぶ）は、立命館大学体育会に所属する男子のバスケットボールチームである。関西学生バスケットボール連盟所属。

## 主な成績
- 関西学生バスケットボール選手権大会：準優勝1回
- 関西学生バスケットボールリーグ戦：優勝1回（1955年）、準優勝1回
- 西日本学生バスケットボール選手権大会：準優勝4回
- 新人戦：優勝1回（1952年）、準優勝5回

## 主な卒業生
- 西川知宏 （豊田通商ファイティングイーグルスアシスタントコーチ）
- 矢野真伸 （豊田通商ファイティングイーグルス）
- 江藤浩 （豊田合成スコーピオンズ）
- 磯貝庄司 （豊田合成スコーピオンズ）
- 原田直哉 （豊田合成スコーピオンズ）
- 大前哲雄 （黒田電気ブリット・スピリッツ）
- 高田紘久 （大阪エヴェッサ）
- 津本直哉 （富士通レッドウルブズ）